# Cinara abietinus
Cinara abietinus är en insektsart som först beskrevs av Matsumura 1917.  Cinara abietinus ingår i släktet Cinara och familjen långrörsbladlöss. Inga underarter finns listade i Catalogue of Life.